# Février 2013
Février 2013 est le 2e mois de l'année 2013.

## Évènements
- 1er février
  - Un accord est signé entre Google et les éditeurs de presse français visant à financer un fonds d'aide à la transition de la presse vers le monde du numérique[1],[2].
  - Deux personnes sont décédées lors d'un attentat-suicide visant l'ambassade américaine à Ankara en Turquie[3].
  - Un attentat à la bombe devant deux mosquées sunnites et chiites dans la ville de Hangu au Pakistan provoque la mort d'au moins 19 personnes[4].
  - au moins huit personnes perdent la vie lors de l'explosion d'un camion transportant des produits pyrotechniques sur un pont de la ville de Sanmenxia dans la province de Henan en Chine. Une partie du pont s'est effondrée provoquant une chute de 30 mètres de plusieurs autos[5].

- 2 février : 64e édition des championnats du monde de cyclo-cross a eu lieu à Louisville aux États-Unis.

- 2 février au 16 mars 119e édition du Tournoi des Six Nations.

- 3 février : 47e Super Bowl, au Mercedes-Benz Superdome de La Nouvelle-Orléans (Louisiane), États-Unis.

- 4 février : des analyses anthropologiques menées par des archéologues de l'université de Leicester ont permis d'identifier le squelette trouvé au mois d'août 2012 sous un parking de Leicester comme étant celui du roi Richard III d'Angleterre[6].

- 4 au 17 février : 42e édition des championnats du monde de ski alpin à Schladming en Autriche.

- 5 février :
  - le président iranien Mahmoud Ahmadinejad rend visite à son collègue égyptien Mohamed Morsi. Il s'agit de la première visite officielle d'un chef d'État iranien à l'Égypte depuis 1980[7]
  - à Copenhague, l'écrivain, historien et critique Lars Hedegaard échappe à un attentat[8].

- 6 février :
  - Chokri Belaïd, opposant au régime islamiste au pouvoir en Tunisie et chef de file du Mouvement des patriotes démocrates est assassiné en sortant de chez lui à Tunis. Cet assassinat provoque dans le pays de nombreuses manifestations hostiles au gouvernement[9],[10].
  - à la suite de l'assassinat du chef de l'opposition tunisien Chokri Belaïd, le premier ministre Hamadi Jebali annonce la démission de son gouvernement. Un gouvernement de technocrates dirigera le pays jusqu'aux élections prévues en juin 2013[11].

- 6 au 17 février : 46e édition des Championnats du monde de biathlon à Nové Město na Moravě en République tchèque.

- 7 février :
  - le tableau La Liberté guidant le peuple est vandalisé au Louvre-Lens[12].
  - Abolition (officielle) de l'esclavage dans l'État sudiste du Mississippi, 148 ans après l'adoption par le Congrès du 13e amendement de la Constitution américaine.

- 11 février :
  - L'intervention française au Mali entre dans son deuxième mois, les combats étant essentiellement concentrés sur le massif des Ifoghas.
  - 235 Philippins, la plupart armés accostent par bateau Lahad Datu dans l'État de Sabah en Malaisie, déclenchant une réponse de la part des forces armées malaisiennes.
  - Le pape Benoît XVI renonce à sa mission[13].
- 12 février : la Corée du Nord confirme avoir procédé à un troisième essai nucléaire dans la nuit du 10 au 11 février[14]. Cette annonce est suivie d'une réunion d'urgence du Conseil de sécurité de l'ONU[15].

- 14 février : en Afrique du Sud, Oscar Pistorius, athlète sud-africain d’origine italienne, a assassiné la mannequin Reeva Steenkamp qui était son amie[16].

- 15 février : une chute de météorites a lieu à Tcheliabinsk, en Russie le matin du 15 février, blessant près de 1 200 personnes[17]. Le même jour, et sans rapport, un astéroïde géocroiseur de 45 m de diamètre, 2012 DA14, passe à 28 000 km de la Terre.
- 17 février : en Équateur, le président sortant, Rafael Correa, est réélu pour un troisième mandat au premier tour des élections générales.
- 18 février : en Arménie, le président sortant, Serge Sargsian, est réélu au premier tour de l’élection présidentielle.

- 19 février :
  - le Premier ministre tunisien Hamadi Jebali démissionne alors que son parti, le mouvement islamiste Ennahdha, refuse la formation d’un nouveau gouvernement indépendant. Il est remplacé le 22 février par Ali Larayedh.
  - Fin de la production en série du Tupolev-154[18]

- 20 février : le Premier ministre bulgare Boïko Borissov annonce la démission de son gouvernement après d’importantes manifestations contre la vie chère.
- 22 février : attentat d'In Khalil au Mali.
- 24 février : second tour de l’élection présidentielle à Chypre opposant Níkos Anastasiádis à Stávros Malás.
- 24 et 25 février : élections générales anticipées en Italie.
- 27 février : le gouvernement slovène de Janez Janša est renversé. Alenka Bratušek est désignée présidente du gouvernement.
- 28 février : fin du pontificat de Benoît XVI à la suite de sa renonciation.